# Amelora fucosa
Amelora fucosa är en fjärilsart som beskrevs av Turner 1919. Amelora fucosa ingår i släktet Amelora och familjen mätare. Inga underarter finns listade i Catalogue of Life.